# Scudo tedesco
Lo scudo tedesco, detto anche targa, è caratterizzato dalla presenza di un intaglio sul lato destro, che ha lo scopo di fornire un sostegno per la lancia.

Nel caso dello scudo tedesco l'elemento caratterizzante non è, come negli altri scudi, la forma esterna, che tende comunque ad essere alquanto elaborata e ricca di sporgenze e curvature, ma proprio l'intaglio.

Scudo tedesco d'oro
Scudo tedesco d'argento
Scudo tedesco d'azzurro
Forma alternativa di scudo tedesco
Scudo tedesco (versione Alternativa) armellinato
Scudo Tedesco (versione alternativa) partito di rosso e di blu